# Östra härads domsaga, Blekinge län
Östra härads domsaga var en domsaga i Blekinge län. Den bildades 1848 och upplöstes den 1 januari 1937 (enligt beslut den 12 juni 1936) när den gick upp Östra och Medelstads domsaga.
Domsagan omfattade Östra härad med tingsplats i Lyckeby och bestod av ett tingslag, Östra härads tingslag.
Domsagan ingick i domkretsen för Hovrätten över Skåne och Blekinge.

## Häradshövdingar
- 1848–1858 Otto Bernhard Kindgren
- 1858–1868 Johan Christer Emil Richert
- 1869–1896 Carl Otto Leonard Crafoord
- 1896–1914 Johan Alarik Schartau
- 1914–1935 John Bladh